# Jerzy Wojciak
Jerzy Wojciak (ur. 24 maja 1942 w Lesznie, zm. 18 września 2017 w Bydgoszczy) – polski doktor nauk humanistycznych, historyk, poseł na Sejm PRL IX kadencji, polityk Stronnictwa Demokratycznego.

## Życiorys
W 1967 ukończył studia na Uniwersytecie im. Adama Mickiewicza w Poznaniu. W 1976 w Instytucie Historii tej uczelni uzyskał stopień naukowy doktora na podstawie rozprawy Walka polityczna w wyborach do Parlamentu Rzeszy i Sejmu pruskiego w poznańskim 1898–1944 (promotor: Zdzisław Grot). Jest autorem wielu prac naukowych i popularnonaukowych w zakresie historii XIX wieku. Przez wiele lat był członkiem oraz sekretarzem generalnym Bydgoskiego Towarzystwa Naukowego oraz wiceprzewodniczącym Towarzystwa Przyjaźni Polsko-Radzieckiej. W latach 80. przewodniczył Radzie Wojewódzkiej PRON. 
W 1963 został członkiem Stronnictwa Demokratycznego. W 1985 uzyskał mandat poselski w okręgu Bydgoszcz. W Sejmie zasiadał w następujących komisjach: Administracji, Spraw Wewnętrznych i Wymiaru Sprawiedliwości; Spraw Samorządowych; Nauki i Postępu Technicznego; Nadzwyczajnej do rozpatrzenia projektu ustawy o zmianie ustawy Ordynacja wyborcza do rad narodowych; Nadzwyczajnej do rozpatrzenia projektu ustawy Prawo o stowarzyszeniach oraz projektów ustaw dotyczących związków zawodowych.
W wyborach w 1989 bez powodzenia ubiegał się o reelekcję, przegrywając z Mirosławą Grabarkiewicz. W okresie III RP był przewodniczącym kujawsko-pomorskiej Rady Regionalnej SD oraz wiceprzewodniczącym Rady Naczelnej tego ugrupowania. Stanął po stronie przeciwników przewodnictwa Pawła Piskorskiego w partii, w wyniku czego przestał te pełnić funkcje.
Odznaczony Krzyżem Oficerskim Orderu Odrodzenia Polski, Medalem 40-lecia Polski Ludowej i tytułem Zasłużony Działacz Kultury. Pochowany 22 września 2017 na cmentarzu komunalnym przy ul. Wiślanej w Bydgoszczy.